# Лемешовка (Черниговская область)
Лемешо́вка (укр. Лемеші́вка) — село, расположенное на территории Городнянского района Черниговской области (Украина). Расположено в 23 км на север от райцентра Городни. Население — 597 чел. (на 2006 г.). Ближайшая ж/д станция — Лукошко (линия Гомель—Бахмач), 13 км. Село основано в 1552 г.
Адрес совета: 15121, Черниговская обл., Городнянский р-н, с. Лемешовка, ул. Попудренко, 51; тел. 3-86-33.

## История
В XIX веке село Лемешовка было в составе Мощенской волости Городнянского уезда Черниговской губернии. В селе была Рождество-Богородицкая церковь.